# 史帶基金會
史帶基金會（英語：The Starr Foundation），是美國國際保險集團創辦人史帶創立，成立於1955年。1919年，史帶創辦美亞保險公司。1968年，史帶去世後其大部分資產捐給了史帶基金會。如今，基金會每年向全球慈善機構和企業捐贈1億至2億美元。
該基金會曾是美國最大的基金會之一，2000年捐贈約60億美元，自成立以來基金會支付超過38億美元。截至2019年，史帶基金會擁有15億美元的資產。基金會專注於亞洲藝術和文化慈善事業，並在其他領域提供資助，包括教育、醫學和醫療保健以及公共政策。
史帶基金會不再隸屬於美國國際集團。

## 外部連結
- 官方網站 （页面存档备份，存于）